# Кевин Дилън
Кевин Брадли Дилън (на английски: Kevin Brady Dillon) (роден на 19 август 1965 г.) е американски актьор. Най-известен е с ролята си на Джони „Драма“ Чейс в сериала „Антураж“, а също и с тези на Бъни във военния филм „Взвод“ и Джон Дензмор в биографичния „Дъ Дорс“. За работата си по „Антураж“ е номиниран за три награди Еми и един Златен глобус. Негов по-голям брат е актьорът Мат Дилън. 

## Избрана филмография
| година | филм               | оригинално заглавие | роля               | режисьор          | бележки |
| ------ | ------------------ | ------------------- | ------------------ | ----------------- | ------- |
| 1986   | Взвод              | Platoon             | Бъни               | Оливър Стоун      |         |
| 1986   | Доорс              | The Doors           | Джон Дензмор       | Оливър Стоун      |         |
| 1994   | Бягство от Абсолом | No Escape           | Кейси              | Мартин Кембъл     |         |
| 2006   | Посейдон           | Poseidon            | Лари Късметлията   | Волфганг Петерсен |         |
| 2015   | Антураж            | Poseidon            | Джони (Драма) Чейз | Дъг Елин          |         |